# Апалачија (Вирџинија)
Апалачија (енгл. Appalachia) град је у америчкој савезној држави Вирџинија. По попису становништва из 2010. у њему је живело 1.754 становника.

## Демографија
Према попису становништва из 2010. у граду је живело 1.754 становника, што је 85 (4,6%) становника мање него 2000. године.
| Група             | 2000.         | 2010.         |
| Белци             | 1.715 (93,3%) | 1.666 (95,0%) |
| Афроамериканци    | 84 (4,6%)     | 52 (3,0%)     |
| Азијати           | 3 (0,2%)      | 2 (0,1%)      |
| Хиспаноамериканци | 22 (1,2%)     | 10 (0,6%)     |
| Укупно            | 1.839         | 1.754         |